# Mikrolit

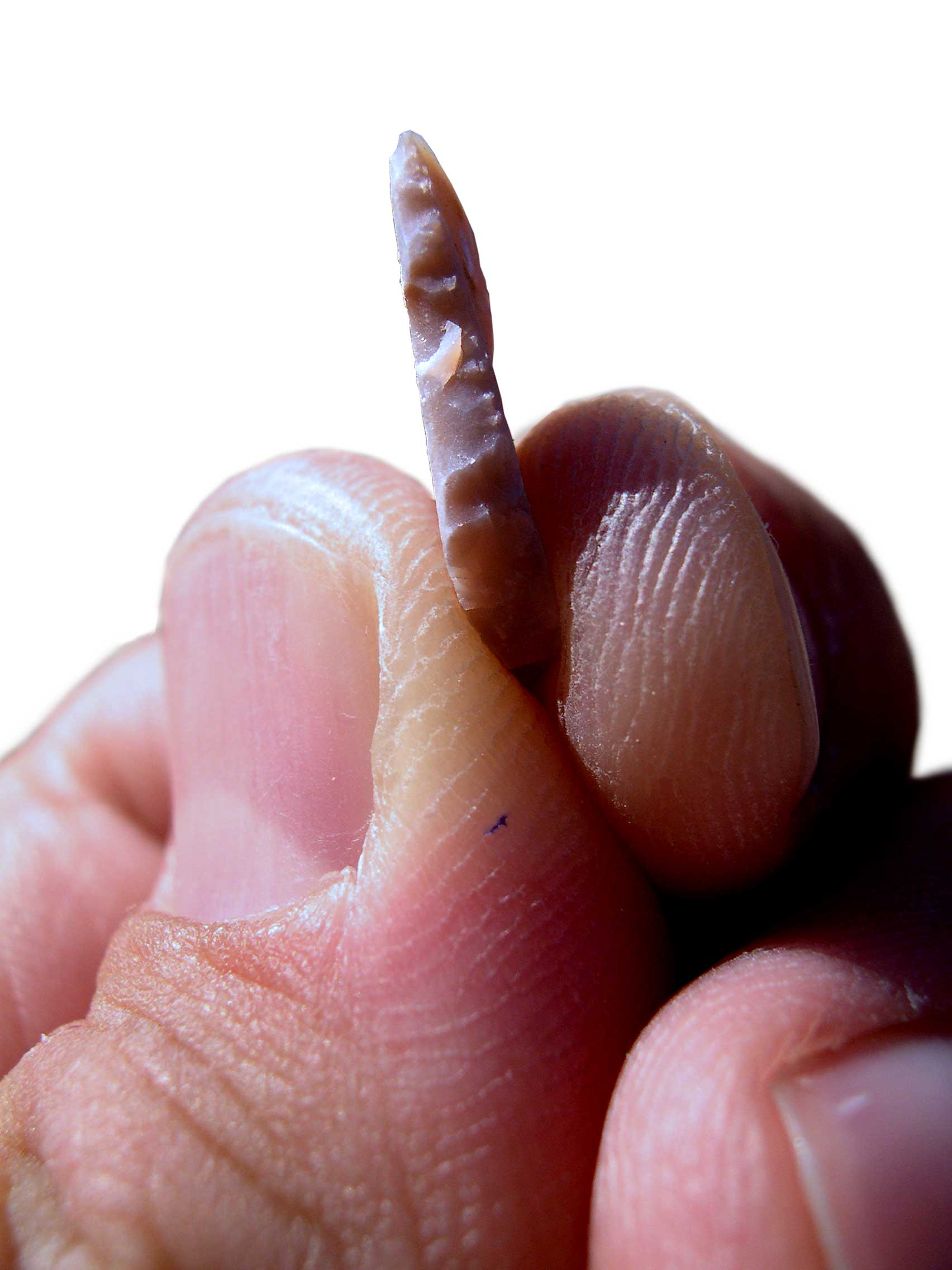
En mikrolit

En mikrolit är ett litet, geometriskt format stenverktyg som tillverkats av mikrospån, spån eller avslag, vanligen cirka 3–5 cm långa och 1/2 cm breda. Mikroliter förekommer redan under paleolitisk tid, men är karakteristiska för mesolitikum. Den äldsta typen är lancetterna (omkring 8200 f.Kr). Sedan följer likbenta och skeva trianglar (omkring 7500-6000 f.Kr.) och senare så kallade trapetser. Mikroliter användes bland annat som pilspetsar, mothakar och sårvidgare på pilar och spjut. 